# Byssoloma carneum
Byssoloma carneum är en lavart som beskrevs av Rain. Schub., Greber & Lücking. Byssoloma carneum ingår i släktet Byssoloma och familjen Pilocarpaceae.   Inga underarter finns listade i Catalogue of Life.